# Hans-Joachim Margull
Hans-Joachim (Jochen) Walter Margull (* 25. September 1925 in Tiegenhof; † 26. Januar 1982 in Hamburg) war ein deutscher Missionswissenschaftler.

## Ausbildung und erste Jahre im Beruf
Margull, dessen Vater als Landessekretär in Danzig arbeitete, besuchte die Volksschule in seinem Geburtsort Tiegenhof. Danach absolvierte er eine Oberschule und ein Gymnasium in Leipzig, das er 1943 mit einem Notabitur verließ. Nach dem Reichsarbeitsdienst und Kriegsdienst bei der Marine bestand er nach Kriegsende 1946 in Leipzig das Abitur. Nach einem Studium der evangelischen Theologie und Philosophie an Universitäten in Greifswald, Halle und Mainz erhielt er als einer der ersten deutschen Studenten ein Stipendium des Ökumenischen Rats der Kirchen. Damit besuchte er das Biblical Seminary New York und absolvierte den Master of Sacred Theology. Nach dem ersten theologischen Examen 1951 in Mainz bestand er 1953 das zweite Examen in Darmstadt. Die Ordination erfolgte 1954 in der Wiesbadener Bergkirche.
Margull arbeitete kurzzeitig als Vikar für die Evangelische Kirche in Hessen und Nassau und von 1953 bis 1955 als Studentenpfarrer für das Generalsekretariat der Evangelischen Studentengemeinde in Deutschland. An deren Dienstsitz in Stuttgart übernahm er die Studienarbeit. Für den Christlichen Studenten-Weltbund aus Genf reiste er während dieser Zeit nach England, in die Schweiz und in viele Länder Lateinamerikas, in den Vorderen Orient und nach Südeuropa. In den 1950er Jahren gründete er die Zeitschrift Ansätze. Eine Semesterzeitschrift der Ev. Studentengemeinde in Deutschland, die er ehrenamtlich redigierte.
1953 wechselte Margull an die Universität Hamburg, wo er bis 1961 blieb. Als wissenschaftlicher Assistent von Walter Freytag erarbeitete er dessen Festschrift, Reden und Aufsätze mit. An der Hamburger Universität promovierte er 1958 über die „Theologie der Missionarischen Verkündigung. Evangelisation als ökumenisches Problem“ zum Dr. theol. In seiner Habilitation 1960 für Missionswissenschaft und ökumenische Beziehungen der Kirchen befasste er sich in einer Studie zur Missionswissenschaft mit chiliastisch-messianischen Bewegungen in Afrika und Südostasien.
Nach der Zeit in Hamburg ging Margull 1961 nach Genf. Bis 1965 wirkte er als Exekutivsekretär für das Referat für Fragen der Verkündigung für den Ökumenischen Rat der Kirchen. Margull erarbeitete das Studienprogramm „Mission als Strukturprinzip“, das im Bereich der missionarischen Struktur der Gemeinde als richtungsweisend galt. Das Programm sah vor, führende ökumenische Theologen, Missionswissenschaftler und Soziologen miteinander in Kontakt zu bringen. Dabei definierte es die Probleme, vor denen die christliche Mission bei der Integration der Kirche und Mission unter den Aspekten von Gott, Welt und Kirche stand. 1971 übernahm Margull den Vorsitz der neuen Abteilung für Dialog.

## Professor an der Universität Hamburg und Wirken in der Ökumene
1963 wechselte Margull als Gastprofessor an die Vereinigte Kirchliche Hochschule in Tokio. 1967 erhielt er als Nachfolger Walter Freytags einen Ruf der Universität Hamburg. Als ordentlicher Professor sprach er in seiner ersten Vorlesung zur „Situation als Ort theologischer Reflexion“. Während Freytag die Bedeutung von Kirche und Mission eher eschatologisch betrachtet hatte, beschäftigte sich Margull mit der Gegenwart und aktuellen Problemen. Dabei bezog er immer vergangene Erfahrungen mit ein und stellte vorsichtige Fragen. Er hatte sein Studienfach basierend auf seinen Erfahrungen während der Zeit des Nationalsozialismus gewählt und war besorgt, dass Erstarrung und Verabsolutierung eintreten könnten. Daher sah er Systematisierungen kritisch und hinterfragte stets seine eigenen theologischen Auffassungen.
Neben der Lehrtätigkeit engagierte sich Margull in der Ökumene. Von 1968 bis 1975 übernahm er den Vorsitz des Arbeitsausschusses für Fragen der Mission und der Verkündigung des Ökumenischen Rates der Kirchen. Er bereitete 1970 in führender Position den ersten multireligiösen Dialog in Ajaltoun vor und führte diesen durch. Im Rahmen intensiver Gespräche mit anderen Religion gewann er den Eindruck, dass im Rahmen von Theologie und Mission neue Wege zu suchen seien, um einen Austausch der verschiedenen Glaubensrichtungen zu ermöglichen.
Neben Fragen des Dialogs widmete sich Margull als zweitem Schwerpunkt der Vulnerabilität. Basierend auf dem theologischen Verständnis der Verwundbarkeit ging er davon aus, dass Christen, die an einem wirklichen Austausch interessiert seinen und den Gesprächspartner ernst nehmen wollten, ihre Auffassung von der Mission ändern müssten. Während der Vollversammlung des Ökumenischen Rates der Kirchen in Nairobi 1975 musste er feststellen, dass große Teile des Christentums dies nicht befürworteten.
Später befasste sich Margull mit der weltweiten christlichen Verkündigung und dem selbstständigen Christentum in der „Dritten Welt“, wofür er den Begriff „Tertiaterranität“ verwendete. Zu Forschungszwecken reiste er nach Afrika, Israel und Indien. Dabei vergab er an Theologen aus Asien, Afrika und Lateinamerika passende Fragestellungen zur Dissertation. Außerdem gab er die Schriftenreihe zur Interkulturellen Geschichte des Christentums mit heraus. Dank seines Einsatzes wurde die Missionsakademie an der Universität Hamburg zu einem Ort, an dem Theologen aus aller Welt zusammenkamen und kommunizierten.
In seiner letzten Arbeit beschäftigte sich Margull mit „religiösen Faktoren im ägyptisch-israelischen Frieden und die Funktion eines jüdisch-islamischen Dialoges bei seiner Erhaltung“. Während des Deutschen Evangelischen Kirchentags organisierte er eine Zusammenkunft von Juden und Muslimen.
Hans-Joachim Margull starb im Januar 1982. Der Theologe Gert Hummel schrieb anlässlich des Todes, dass „die Lücke, die Herr Kollege Margull hinterlässt, kaum zu schließen sein wird“.